# Josef Zmij-Miklovšik
Josef Zmij-Miklovšik (rusínsky Йосиф Змій-Миклошик, Josyf Zmij-Myklošyk, 20. března 1792 Slovinky – 1. prosince 1841 Prešov) byl rusínský malíř a ikonograf. Josef byl jeden ze zakladatelů rusínského výtvarného umění.

## Život
Narodil se v roce 1792 do chudé rolnické rodiny v obci Slovinky nedaleko města Krompachy na dnešním Slovensku. Studoval v na krásnobrodském klášteru kde se seznámil s ikonografií. V krásnobrodském klášteru se chtěl stát ďjakem, což byla role nižšího duchovního v chrámu, ale také role kantora, předzpěváka či písaře.
V roce 1814 se stal pěvcem v řeckokatolickém kostele sv. Barbory, známý též jako Barbareum, ve Vídni. Ve stejném roce také začal studovat na Akademii výtvarných umění ve Vídni. Josef také žil dva roky v Itálii, kde studoval barokní a renesanční malířství.
V roce 1823 se stal diecézním malířem v Prešovské řeckokatolické eparchii. Jmenoval ho sám první biskup Gregor Tarkovič. Na podzim roku 1841 onemocněl tyfem[nepřesný odkaz] a 1. prosince 1841 zemřel. Pochován byl v Prešově.

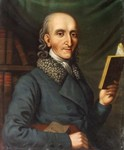
Muž s knihou byl jeden z prvních obrazů malíře

## Dílo
Jako diecézní malíř, Josef Zmij-Miklovšik maloval pro eparchii nejen ikonostasy, fresky a oltářní obrazy, ale také portéty významných kněží. Ve volném čase maloval krajinomalby a portréty bohatých prešovských měšťanů. Ikonostasy namaloval do kostelů v mnoha obcích, např. v obcích Petrová, Ruská Nová Ves a Rešov.
Předtím než se stal diecézním malířem také namaloval obrazové kompozice z lidového života. Mezi ně patří např. Zemplínská svatba, nebo Výběr nevěsty v Krásném Brodě. Také ilustroval knihu Etnographia Ruthenorum od Jana Čaploviče a namaloval portéty biskupa Gregora Tarkoviče a kněze Jana Kovače.